# Central Nuclear Fitzpatrick

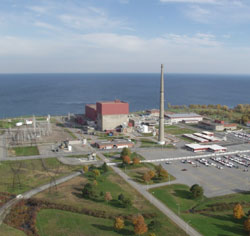
Central Nuclear Fitzpatrick (2008).

La Central Nuclear James A. FitzPatrick (JAF) está situada cerca de la ciudad de Oswego (Nueva York), Estados Unidos. Tiene un reactor de agua hirviendo General Electric. El emplazamiento de 3,6 km² incluye también dos unidades adicionales en la Central Nuclear Nine Mile Point.
Fitzpatrick fue construida inicialmente por Niagara Mohawk Power Corporation; no obstante, tanto esta planta como la mitad de las del emplazamiento de Nine Mile Point fueron transferidos al organismo Autoridad de la Energía del Estado de Nueva York (PASNY), que posteriormente pasó a llamarse Autoridad de Energía de Nueva York (NYPA). El reactor es ahora propiedad de Entergy y se encarga de su funcionamiento.

## Datos
- Tipo de reactor: reactor de agua en ebullición (BWR)
- Fabricante del reactor: General Electric
- Fabricante de la turbina del generador: General Electric
- Arquitectos/Ingenieros: Stone and Webster
- Fecha de inicio del funcionamiento comercial: julio de 1975
- Capacidad máxima de generación: 825 MWe
- Fecha de vencimiento de la autorización: octubre de 2014